# Petroleum Air Services

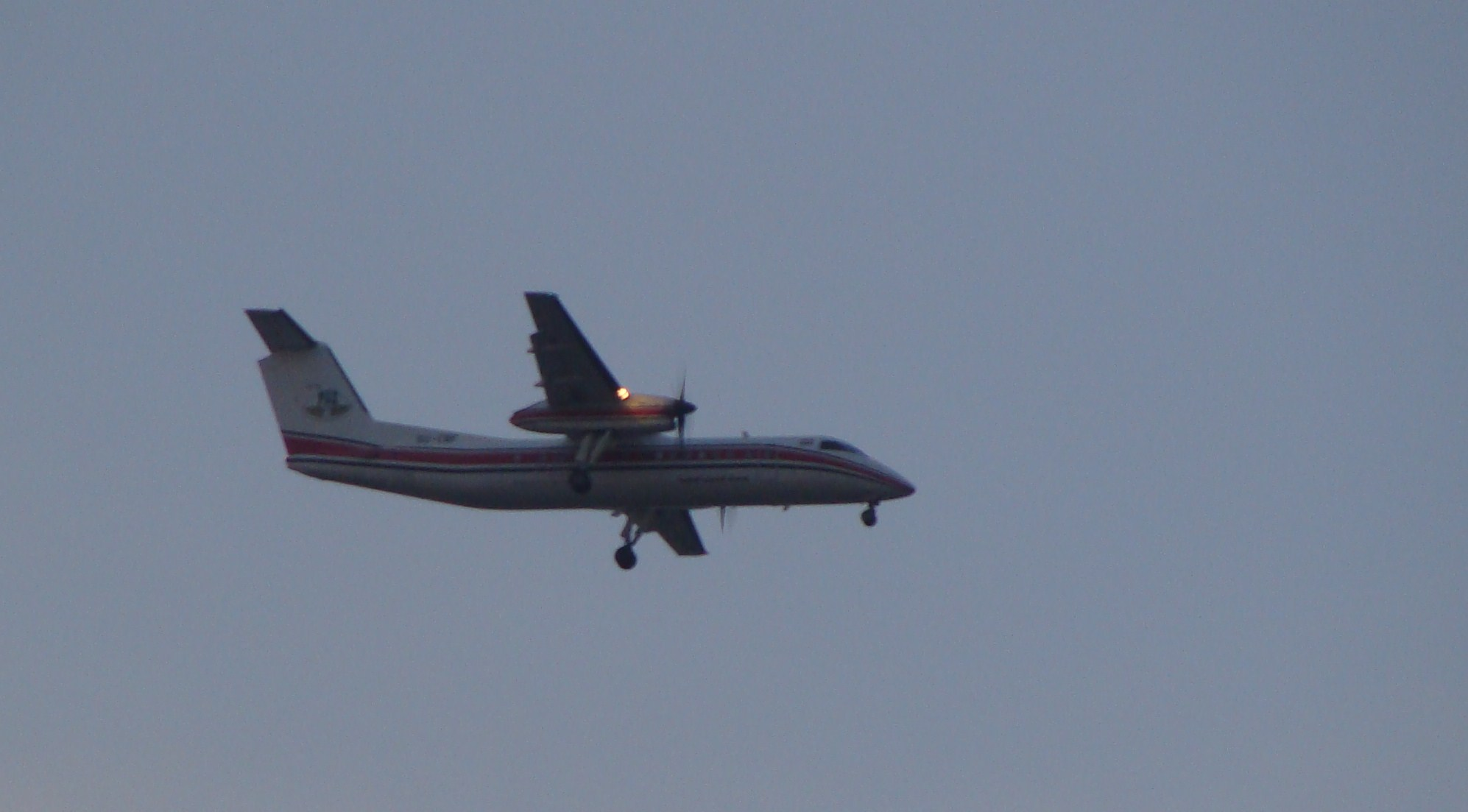
Dash 8 авіакомпанії Petroleum Air Services

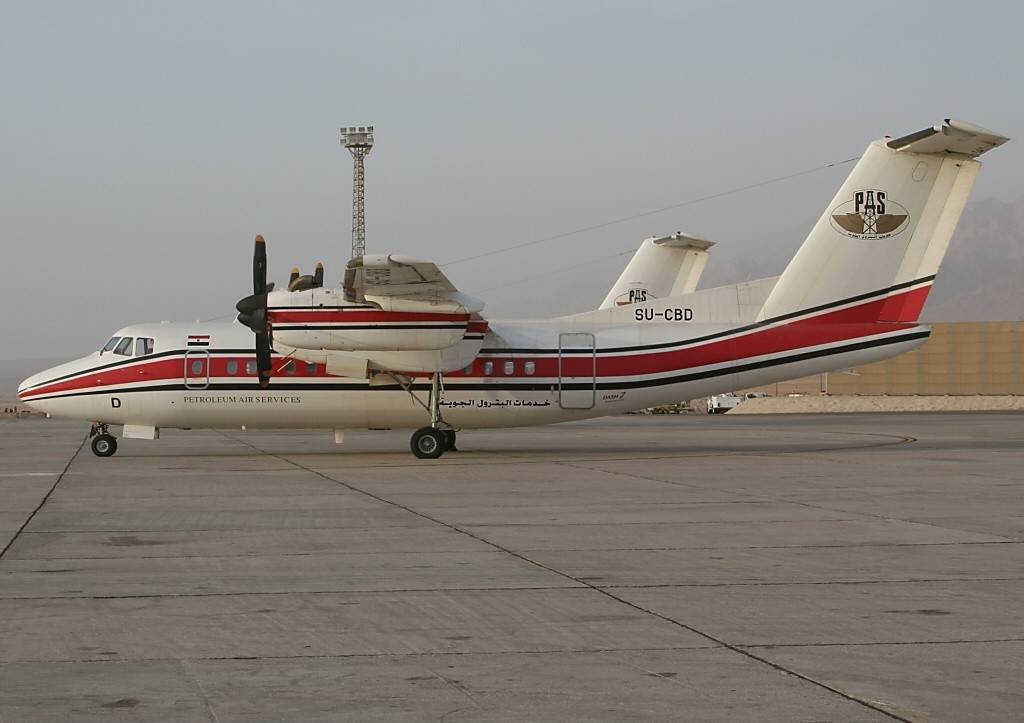
Dash 8 авіакомпанії Petroleum Air Services (реєстраційний SU-CBD) в міжнародному аеропорту імені короля Хусейна

Petroleum Air Services — єгипетська чартерна авіакомпанія зі штаб-квартирою в Каїрі, що здійснює пасажирські і вантажні перевезення за контрактами з нафтовидобувними компаніями і надає послуги з нерегулярних пасажирських перевезень між аеропортами країни. Володіє великим парком вертольотів.
Портом приписки авіакомпанії і її основним вузлом є каїрський міжнародний аеропорт.

## Історія
Авіакомпанія Petroleum Air Services заснована в 1982 році. 75 % власності перевізника належить національній нафтовидобувній корпорації Egyptian General Petroleum Corporation, решта 25 % належать британській вертолітній авіакомпанії Bristow Group.
Штаб-квартира Petroleum Air Services знаходиться в передмісті Каїра (Наср-Сіті).

## Операційна діяльність

### Чартерні перевезення
За довгостроковими і короткостроковими угодами Petroleum Air Services працює на всіх внутрішніх напрямках, виконує польоти в будь-які міста Єгипту, а також з міжнародних аеропортів регіону.

### VIP-перевезення
Перевезення бізнес-класу здійснюються на декількох регіональних літаках Bombardier DHC-7, DHC-8 і декількох вертольотах, які мають компонування VIP-салонів.

## Флот
Станом на грудень 2010 року флот авіакомпанії Petroleum Air Services становили такі повітряні судна:
У грудні 2010 року середній вік повітряних суден авіакомпанії Petroleum Air Services становив 5,4 року.